# Reynaldo Benito Bignone
Reynaldo Benito Bignone (castellà: Reynaldo Benito Antonio Bignone Ramayón)  (Morón, 21 de gener de 1928 - província de Buenos Aires, 7 de març de 2018) va ser un militar argentí que va ocupar de facto la presidència de la Nació entre el 2 de juliol de 1982 i el 10 de desembre de 1983, essent l'últim president de la Junta Militar, autodenominada Procés de Reorganització Nacional. Bignone va lliurar el poder al primer president democràticament electe en gairebé una dècada, Raúl Ricardo Alfonsín. Va estar a càrrec de la transició cap a la democràcia després del gran fracàs del seu predecessor, Leopoldo Galtieri, en la guerra de les Malvines.
Després de la caiguda de Jorge Rafael Videla el 1981, va demanar el retir. La seva distància amb les cúpules militars posteriors, durant els governs de Viola i Galtieri, el va convertir en un candidat ideal per assumir la Presidència després de la decisió de l'exèrcit de responsabilitzar-se de la conducció política; el conflicte amb els titulars de les dues forces restants, Jorge Isaac Anaya i Basilio Lami Dozo, que havien pres la decisió de retirar-se de la junta militar, imposava una renovació. Malgrat la intenció del comandant de l'exèrcit, Cristino Nicolaides de retardar el màxim possible el lliurament del poder, Bignone va anunciar ja en el seu primer discurs públic que la seva intenció era convocar a eleccions per a començaments de 1984.
No obstant això, el procés de retorn a la democràcia, es va veure accelerat per la catastròfica situació econòmica i política. José Dagnino Pastore, ministre d'Economia de Bignone, va declarar l'“estat d'emergència” davant dels tancaments de fàbriques, la inflació —que superaria el 200% a l'any— i la constant devaluació de la moneda.
Les pressions polítiques, al mateix temps, es van incrementar; la junta multisectorial fundada pel mort Ricardo Balbín i liderada pel seu successor, Raúl Alfonsín, intentava assolir un lliurament anticipat i incondicional del poder. Les entitats de drets humans, encapçalades per Adolfo Pérez Esquivel, intensificaven la campanya per a l'aclariment de la situació dels desapareguts, mentre els reclams d'altres països per desapareguts estrangers arribaven per via diplomàtica. El 16 de desembre una manifestació massiva, convocada per la junta multisectorial, va ser reprimida per la policia, causant la mort d'un manifestant.
Al mateix temps, els questionaments de l'Armada i la Força Aèria van portar a l'exèrcit a nomenar al general retirat Benjamí Rattenbach per a investigar la gestió del govern sobre la guerra de les Malvines.
El 28 d'abril de 1983, després d'haver-se fixat la data de les eleccions per a octubre, Bignone va dictar el decret 2726/83, ordenant la destrucció de la documentació existent sobre la detenció, tortura i assassinat dels desapareguts, així com del Document Final sobre la Lluita contra la Subversió i el Terrorisme que dictamina la mort dels desapareguts. El 23 de setembre avançaria en el procés d'eliminació dels antecedents del govern dictant la llei 22.924 d'Amnistia o de Pacificació Nacional per als membres de les forces armades sobre tots els actes comesos en la guerra contra la subversió. El Congrés declararia després la nul·litat d'aquesta llei, però la pèrdua dels registres va ser irreparable. Els descobriments a la Base Naval Almirante Zar, el 2006, d'espionatge a civils, revela que molts arxius que diuen haver-se destruït, segueixen existint.
El 30 d'octubre es van celebrar finalment eleccions, en les quals va resultar triomfador Alfonsín, el candidat de la Unió Cívica Radical, amb el 52% dels vots. Després de la constitució del nou Congrés el 29 de novembre i l'assumpció d'Alfonsín el 10 de desembre, Bignone seria jutjat pel tribunal convocat per a dictaminar la responsabilitat de les juntes militars. Se li van imputar segrests, tortures i assassinats comesos durant la seva comandància al camp de concentració de Camp de Maig; declarat culpable, va ser alliberat a causa de les lleis de Punt Final i Obediència Deguda de 1986.
El 1999, després de la reobertura de les causes per segrest de menors, Bignone va ser posat de nou a la disposició de la justícia. A causa de la seva avançada edat, fou condemnat a arrest domiciliari.